# Estabilidade ecológica
Para se compreender o conceito de Estabilidade Ecológica, é necessário conhecer as definições de estabilidade e de ecossistema. Segundo o dicionário Amora Soares (1997) , estabilidade significa permanência, solidez e firmeza. E de acordo com Begon M., et. al. (2007) , o ecossistema compreende a comunidade juntamente com o seu meio ambiente, como exemplificado na figura abaixo: animais de diversas espécies, plantas e seres microscópicos convivendo entre si e utilizando de recursos não vivos, como a água ou o solo. Considerando essas informações, a estabilidade ecológica é caracterizada pela persistência de um ecossistema de se manter em equilíbrio e pode ser definida por dois conceitos independentes. Esses conceitos, utilizados para descrever a resposta das comunidades aos diferentes tipos de estresse ambiental  são: resistência e resiliência, que serão discutidos adiante. Segundo Louzada e Schlindwein (1997)   e Stiling (1996)  esses tais conceitos podem ou não estar relacionados. 
Existem diversas formas para inferir a estabilidade de uma comunidade, mas, de forma geral, os ecólogos usam dados de demografia e de composição da comunidade (abundância de indivíduos, número de espécies e densidade das populações, por exemplo) para isso , embora outras propriedades da comunidade, como produção de biomassa e taxa respiratória, também possam ser úteis na obtenção desse dado. 

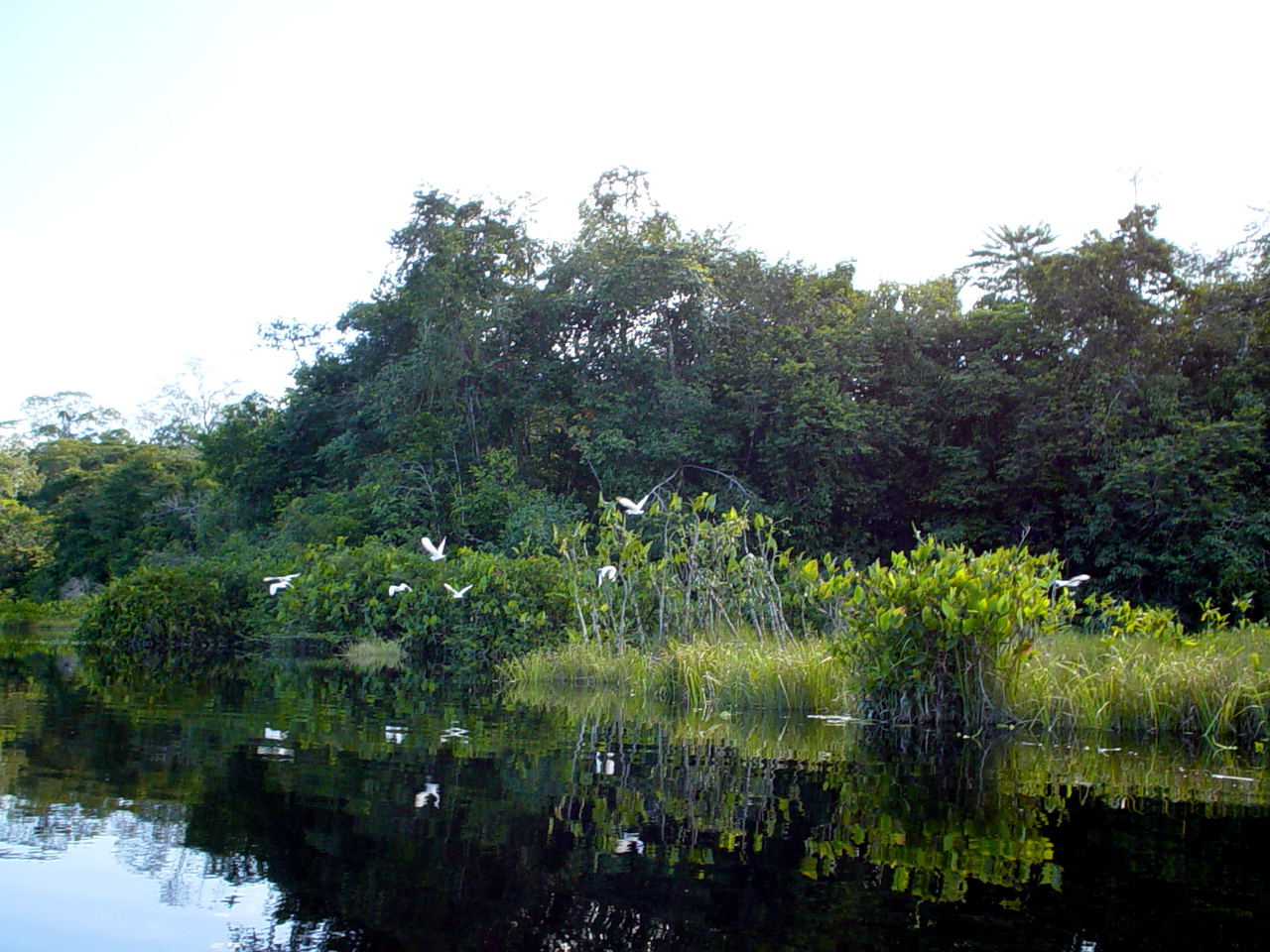
Exemplificação de Ecossistema

## A Capacidade de Resistência e Resiliência do Ambiente
Os conceitos de resistência e resiliência ecológica se relacionam diretamente com o conceito de estabilidade ecológica, já que esses termos referem-se, no geral, à capacidade do ecossistema de manter as suas funções ecológicas após a substituição de espécies preexistentes no meio . Dessa forma, a resistência define-se como o limite que um sistema abiótico e biótico relacionados podem ser modificados após uma perturbação. É  a capacidade de um ecossistema de permanecer em equilíbrio apesar dos distúrbios, resistindo a modificações ambientais, como por exemplo a introdução de espécies exóticas e a degradação de habitat .
O conceito de resiliência diz respeito ao tempo necessário para que as variáveis retornem ao seu equilíbrio após passar por uma perturbação. Segundo Folke (2004), a resiliência do ecossistema se refere ao limite da perturbação que um sistema pode suportar, de modo a reter essencialmente a mesma função, estrutura, identidade e realimentação, antes de se transformar em um estado diferente , como demonstrado no gráfico abaixo, no qual, após uma perturbação, houve o decaimento da função do ecossistema em relação ao tempo. O ecossistema possui estados de estabilidade e estados de resiliência. Durante os estados de estabilidade, ocorre um aumento na organização e interação entre os elementos bióticos. Quando ocorre um distúrbio, o estado de estabilidade é substituído pelo estado de resiliência. Neste estado, o ecossistema passa por uma fase de reorganização dos elementos bióticos, gerando o estabelecimento de novas e diferentes interações. Caso o ecossistema não possua resiliência suficiente para adaptar-se e persistir ao distúrbio sofrido, ele pode atingir um novo domínio de estabilidade, menos rico em biodiversidade .

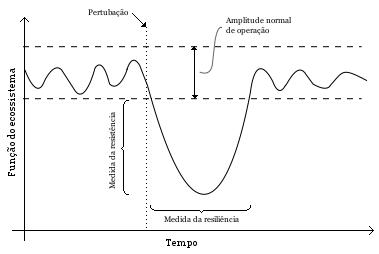
Representação gráfica simplificada dos fenômenos envolvendo a estabilidade ecológica

Segundo Demange (2016), cada espécie exerce uma função ecológica e cada função ecológica é exercida por diversas espécies . Desta forma, quando um desequilíbrio atinge determinada espécie, a função que ela exercia no ecossistema anteriormente pode ser exercida pelas demais. Nesse contexto, para o fortalecimento da resiliência do ecossistema deve-se haver a conservação da biodiversidade, pois quanto maior o número de espécies exercendo uma mesma função, maior a probabilidade do estabelecimento de conexões entre os seres vivos e maior a capacidade de adaptação do ecossistema.
As mudanças nos estados do ecossistema são resultado das ações de forças externas mediante a resiliência interna do sistema . À medida que a resiliência diminui, o ecossistema se torna vulnerável e eventos externos progressivamente menores podem causar mudanças. Dessa forma, as ações humanas aumentam a probabilidade de transformações indesejáveis no ambiente.  Na sociedade capitalista atual, as questões socioambientais revelam um modo de produzir bens de consumo cada vez mais insustentável, o que exerce grandes pressões sobre os ambientes e a vida terrestre.

## Distúrbios e Perturbações

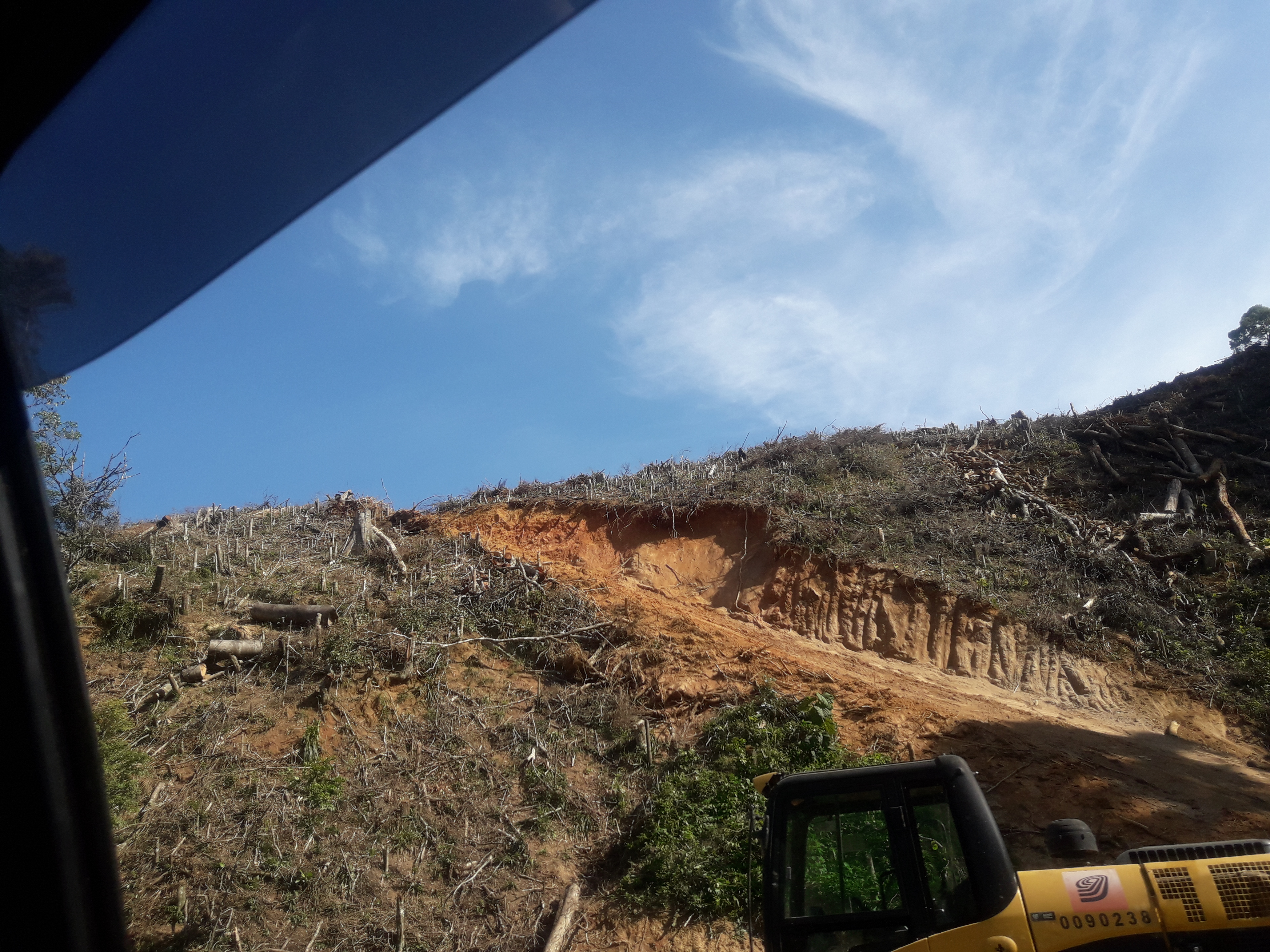
Distúrbio representado por desmatamento

A definição de distúrbio pode variar de autor para autor gerando uma discussão entre a aplicação do termo distúrbio e perturbação. Contudo, alguns aspectos são tidos como consenso caracterizando distúrbio como um conjunto de mudanças drásticas, envolvendo eventos de grande devastação, que, ao longo do tempo e espaço, modificam a quantidade de recursos, distribuição e variedade de populações assim como a forma com que as interações em uma comunidade se estabelecem .
Considerando os diferentes usos para os termos distúrbio e perturbação bem como a variedade de ecossistemas existentes, WHITE & PICKETT (1985)  propõem uma discussão que define perturbação como alterações brandas dificilmente distinguíveis e que, comumente, compõem as variações normais de um determinado ecossistema. Já o distúrbio se caracteriza como aquelas grandes mudanças, incluindo eventos naturais, que alteram toda a ecologia de um dado local.
A discussão citada anteriormente emerge sempre em que são considerados ecossistemas que convivem continuamente com eventos capazes de alterar seu equilíbrio e, por isso, passam por um aumento de diversidade chegando a um equilíbrio composto por instabilidades. Dessa forma, aquelas alterações sempre presentes, cuja participação contribui para diversidade, são entendidas como variações normais e não prejudiciais. Connell (1978)  discorre sobre distúrbio e suas relações com a biodiversidade de acordo com sua intensidade. A Hipótese do distúrbio intermediário (The intermediate disturbance hypothesis) diz que há um aumento da diversidade de espécies devido à pressão seletiva exercida por um distúrbio brando ao longo da evolução daquela comunidade.
Dentre os exemplos de ecossistemas adaptados a eventos geralmente destrutivos, podemos citar as savanas – como um representante o cerrado brasileiro –, as florestas tropicais e os recifes de corais, bioma que evoluíram convivendo com incêndios naturais, chuvas intensas e variações de salinidade e pH, respectivamente. Nesse aspecto, é importante ressaltar que quando de origem antrópica, ou seja, causada por interferência humana, as dimensões e condições em que eles ocorrem são destrutivas até mesmo para aquelas espécies adaptadas .

## A Diversidade o Estado de Não Equilíbrio

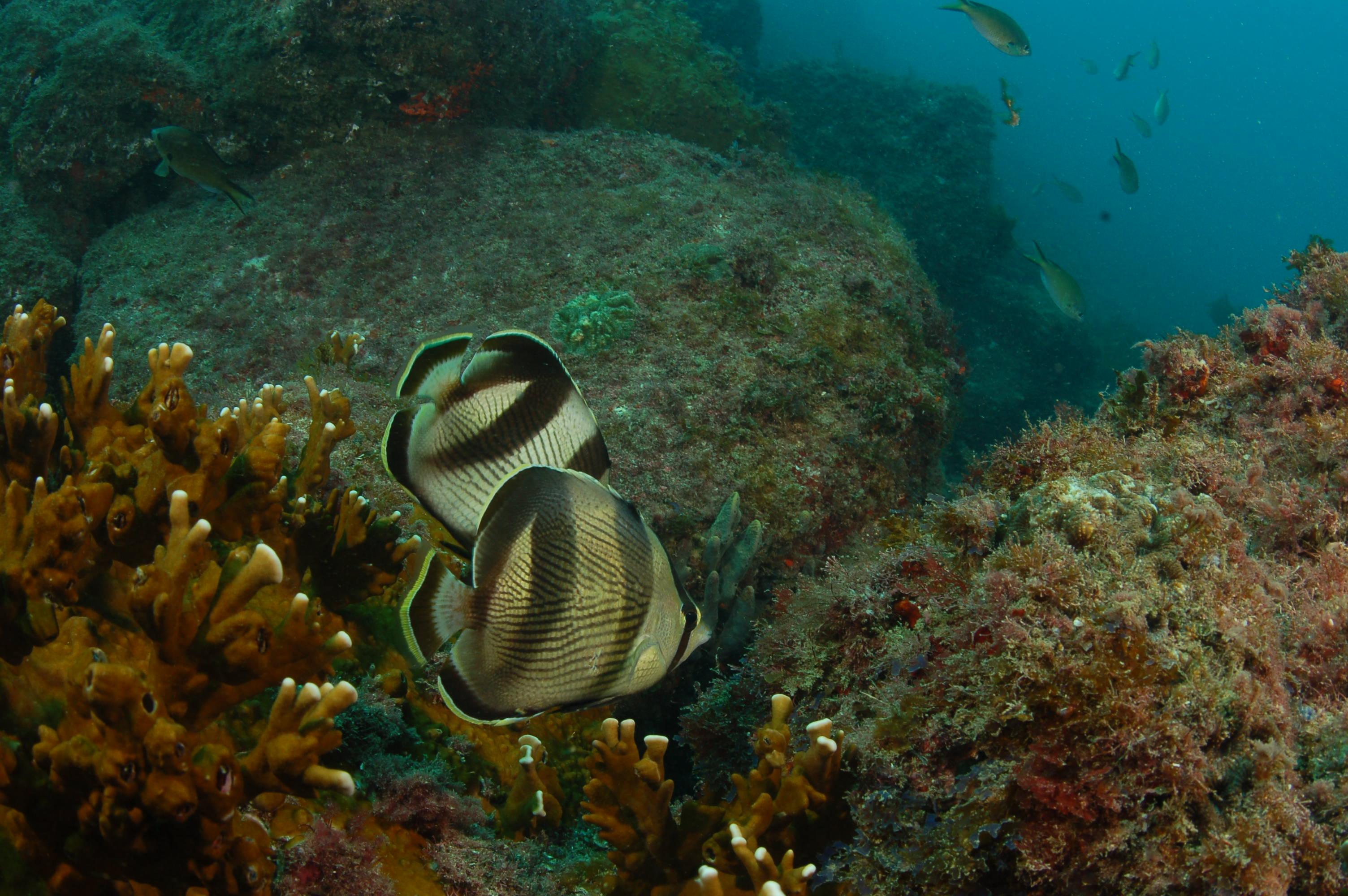
Diversidade em um recife de coral

Até certo tempo, a hipótese mais aceita para explicar a enorme diversidade de determinadas regiões era de que suas espécies viviam próximas ao estado de equilíbrio. Essas espécies seriam constituídas, então, pelas relações interespecíficas atuais e passadas, tendo como resultado cada uma ocupando seu habitat. Ainda sob essa perspectiva, a composição das espécies é capaz de voltar ao seu estado normal quando há alguma perturbação. Fora isso, ela se mantém sempre em equilíbrio.
Entretanto, a aplicabilidade dessa hipótese do equilíbrio passa a ser contestada, já que a frequência de distúrbios naturais e a taxa de mudanças ambientais são altas e inclusive maiores do que a taxa de recuperação após um distúrbio ou uma perturbação. A competição interespecífica e a seleção da espécie mais adaptada, que acaba por eliminar a mais fraca, não é mais tão previsível assim em ambientes de alta diversidade.
O ecólogo Joseph Hurd Connell propôs, em 1978, em artigo publicado pela revista Science, a Hipótese do Distúrbio Intermediário para explicar a alta diversidade de espécies encontrada em florestas tropicais e em recifes de coral. Segundo essa teoria, se essas comunidades estivessem em um estado de equilíbrio, haveria baixa diversidade. E o fato de tanto as florestas tropicais como os recifes de coral estarem constantemente sujeitos a graves interferências ambientais externas é o porquê de o equilíbrio desses ecossistemas não ser atingido nunca.
De acordo com Connell, há 6 hipóteses capazes de explicar como a diversidade de um dado local é produzida e/ou mantida . Essas hipóteses, dentre as quais uma é a Teoria do Distúrbio Intermediário, estão divididas em duas ideias gerais: o equilíbrio e o não equilíbrio.

### Hipóteses do Não Equilíbrio
Segundo esse grupo de hipóteses, a alta diversidade de espécies só é mantida quando há constante mudança no ambiente, que raramente se encontra em equilíbrio .

#### Hipótese do Distúrbio Intermediário
Seguindo essa hipótese, a diversidade de um dado ambiente é maior quando os distúrbios que ali acontecem são classificados como intermediários numa escala de frequência e intensidade .
Nas florestas tropicais, as árvores podem ser destruídas por chuvas fortes, deslizamentos de terra ou por ataques de pragas, por exemplo. Os recifes de coral, por sua vez, sofrem as consequências da ação de ondas, sedimentação ou de predadores. Em ambos os casos, tais fatores são considerados distúrbios e a evidência que suporta a hipótese em questão são os eventos de sucessão ecológica.
Depois de qualquer grande distúrbio nesses ambientes, alguns representantes juvenis de espécies colonizadoras – tais como sementes, esporos e larvas – chegam até o local danificado. A diversidade acaba sendo baixa porque o tempo de colonização é curto. Mas se há um aumento no intervalo entre um distúrbio e outro, há, consequentemente, um aumento também na diversidade das espécies do local, visto que sobrará mais tempo para outras espécies, secundárias, chegarem ao local e então se estabelecerem.
Se a frequência de ocorrência de distúrbios cai, a diversidade também tende a cair por duas razões. Uma é que o competidor mais forte acaba por eliminar seus concorrentes; a outra é que caso todos os indivíduos ali presentes sejam igualmente fortes em competição, sobrevive aquele que melhor resistir às mudanças externas, a exemplo dos desastres naturais.
Na Ilha Heron, no estado australiano de Queensland, por exemplo, o alto número de espécies de coral ocorre mais nas extremidades do recife, onde há maior exposição e susceptibilidade à ação de tempestades. Dois grandes tufões já passaram nessa região, um em 1967 e outro em 1972. Nos dois casos, as áreas danificadas foram recuperadas sem que a recolonização fosse densa o suficiente para haver exclusão competitiva entre as espécies e, como consequência, reduzir a diversidade do local.
Em uma floresta tropical na Nigéria, muitas das grandes árvores, as quais datavam de mais de 200 de existência, começaram a morrer. Acredita-se que elas se estabeleceram na região na segunda metade do século XVIII, em um ambiente de situação despovoado, no período pós colapso do Império do Benim. Grande parte da reconstituição da floresta se deu por outras espécies, um pouco menores e mais resistentes à sombra, formando uma floresta mista de origem antiga secundária. Nesse caso, a alta diversidade se deu no estágio intermediário de não equilíbrio durante a sucessão ecológica.

#### Hipótese da Mudança Igual
Aqui, todas as espécies são iguais nos quesitos habilidade de colonização e resistência. Ou seja, a diversidade local depende única e exclusivamente da quantidade de espécies disponíveis na área .
Ao contrário do que sugere a hipótese anterior, na Mudança Igual considera todas as espécies igualmente capazes de colonizar espaços vazios, de combater invasores e, ainda, de sobreviver às ações naturais externas. A composição das espécies de um ambiente seria, então, imprevisível, dependendo apenas das chances de colonização do lugar em questão.
Entretanto, sob a perspectiva dessa hipótese, é pouco provável que se estabeleçam populações de florestas tropicais e de recifes de coral. Como as espécies diferem entre si em fecundidade, habilidade de competição e resistência ao estresse ambiental, por exemplo, seus padrões de distribuição seriam totalmente previsíveis.

#### Hipótese da Mudança Gradual
Nessa hipótese, mudanças ambientais graduais, capazes de alterarem as habilidades competitivas, ocorrem numa taxa alta o bastante para evitar o processo de eliminação por competição .
Se o tempo necessário para que uma árvore elimine outra por competição é menor do que o tempo de uma mudança ambiental interferir na relação entre essas duas espécies, eles não coexistem. E se essas mudanças graduais são ou não capazes de produzirem a alta diversidade verificada nas florestas tropicais e nos recifes de coral, depende da taxa de eliminação competitiva comparada à taxa de mudança ambiental. Ou seja, apenas as mudanças abruptas são capazes de manter a diversidade, mas não as mudanças que acontecem aos poucos.

### Hipóteses do Equilíbrio
De acordo com essas hipóteses, as espécies de uma dada comunidade encontram-se quase sempre em equilíbrio e a alta diversidade se mantém sem mudanças contínuas na composição dessas espécies .

#### Hipótese de Diversificação do Nicho
Essa hipótese, que considera, principalmente, o grau de especialização de cada espécie, afirma que no estado de equilíbrio, cada espécie é competitivamente superior na exploração de uma determinada subdivisão do habitat em que vive .
Segundo alguns ecologistas, animais que se movem possuem um grau de especialização (exemplo: alimentação, ocupação de espaço do habitat) que não chegou, em  termos evolutivos, nem aos animais sésseis marinhos como os corais, nem às plantas. Sendo assim, espécies de árvores tropicais não são minuciosamente especializadas a ponto de coexistirem várias dessas espécies numa única área geográfica. De fato, florestas próximas ao equilíbrio são aquelas nas quais há uma espécie dominante.
Igualmente, recifes de coral são tão generalistas quanto as árvores. Mesmo que grande parte da energia que consomem venha do fitoplâncton, muito também é adquirido da fotossíntese proporcionada pela associação simbiótica dessas com as zooxantelas. Ou seja, uma única espécie para todo o recife de coral.

#### Hipótese da Rede Circular
No estado de equilíbrio, cada espécie utiliza-se de mecanismos de interferência tendo como objetivo vencer alguns competidores, mas acabam, também, perdendo para outros. Esse modelo sugere a circularidade das relações entre as espécies ao invés da linearidade .
Na linearidade, por exemplo, dadas as espécies A, B e C, de forma que A elimina B, que por sua vez, elimina C, isso implica que A também pode eliminar C. Já na rede circular, C também pode eliminar A diretamente. Esse tipo de padrão foi testado apenas em recifes de coral e não foi encontrado lá.

#### Hipótese de Mortalidade Compensatória
Nesse caso, a espécie que tem maior habilidade de competição sofre mais diretamente os efeitos da mortalidade causada por fatores não relacionados à competição. Ou seja, a mortalidade é dependente da frequência desses acontecimentos externos .
Em uma floresta tropical, se os herbívoros atacam os descendentes de uma espécie X que caíram próximos à árvore mãe mais do que atacam os descendentes de uma espécie Y que caíram distantes da genitora, a espécie X é menos provável de formar uma monocultura. A mortalidade compensatória pode ocorrer, portanto, em algumas instâncias, mas não é um fator que mantém a alta diversidade das florestas tropicais.
Nos Recife de coral, o ambiente pode influenciar a mortalidade de forma a alterar a vantagem de competição de algumas espécies sobre outras. Em seus experimentos, Connell mediu a mortalidade de corais por um período de 4 anos, que incluiu o furacão na Ilha Heron. Na crista do recife, houve maior mortalidade das espécies que eram classificadas como boas competidoras. Já na parte do recife que não foi danificada, ocorreu o contrário: a mortalidade das espécies bem classificadas competitivamente foi menor quando comparada à das espécies consideradas fracas em competição.

## Análise da Estabilidade Ecológica
Existem diversas hipóteses sobre o fator que tem o maior poder de aumentar a biodiversidade de determinada área. Algumas dessas hipóteses sugerem que a diversidade aumenta quando há uma perturbação ou um distúrbio no ambiente, de forma que novas espécies possam ser introduzidas. Outras apoiam que o aumento ocorre durante um período estável, quando as espécies poderiam se desenvolver . De uma forma ou de outra, para que haja diversidade, é necessário que exista estabilidade por tempo suficiente para que as espécies e os indivíduos se propaguem. Sendo assim, a análise da estabilidade de um ambiente é importante para que encontremos as melhores táticas para a sua manutenção de modo eficaz o suficiente para assegurar a sobrevivência das atuais espécies, inclusive a humana.
Um ecossistema é constituído de incontáveis fatores, internos e externos, que o influenciam. A quantidade de espécies residente, a quantidade de espécies temporárias, as características de cada espécie e suas interações, a qualidade do solo e fatores climáticos são alguns exemplos. Dessa forma, a inclusão de todos eles em um único cálculo é humanamente impossível. Por isso, as análises calculam sistemas extremamente simplificados, em busca de um resultado que melhor se aproxime da realidade. 

A álgebra é utilizada para estudo da estabilidade, podendo analisar, por exemplo, a biomassa  ou a quantidade indivíduos de algumas espécies de determinada área em determinado período de tempo. O seu uso na análise da interação presa-predador é um bom exemplo da dinâmica envolvida na estabilidade ecológica. Dessa forma, são avaliadas as diversas fórmulas que analisam os acontecimentos que mantêm a estabilidade do número de presas e predadores . O estado estável seria quando a variação de indivíduos em determinado período de tempo é igual a zero. E as representações gráficas formadas por essas fórmulas demonstram as variações do número de indivíduos no tempo.  

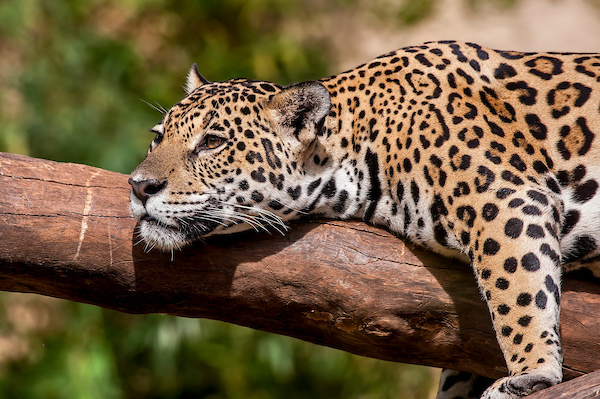
Onça-pintada (Panthera onca)

Assim, podem ser utilizadas para estimativa da quantidade de onças sobreviventes daqui a alguns anos, por exemplo, se a vida delas dependesse apenas da quantidade de presas disponível e se a quantidade de presas dependesse apenas da quantidade de onças no ambiente. Isso resulta em um círculo vicioso, com a densidade das populações sempre voltando ao mesmo valor, o que claramente não é uma representação fiel da realidade. Porém, dependendo do estudo que utiliza tais estimativas, essas fórmulas podem ser muito úteis, em conjunto com outras ferramentas, para a formação de uma estratégia de conservação dessas espécies. Também existem fórmulas que poderiam dar um número mais aproximado da realidade, levando em consideração as influências do ambiente. Essas influências podem ser a diminuição da comida da presa, que terá sua população diminuída, resultando na diminuição da população do predador. Isso ocorreria de forma constante, pois a fórmula considera que a fonte de comida sempre está diminuindo. Também existem fórmulas que consideram um distúrbio que sempre ocorre naquele ecossistema de forma periódica, resultando em um limite das variações nas populações, já que o meio sempre volta às condições iniciais. 